# Мба а Муте, Люк
Люк Ричард Мба а Муте (англ. Luc Richard Mbah a Moute; род. 9 сентября 1986 года, Яунде, Камерун) — камерунский бывший профессиональный баскетболист, выступавший в НБА. Играл за сборную Камеруна. Был выбран на драфте НБА 2008 года во втором раунде под 37-м номером клубом «Милуоки Бакс». Играет на позиции лёгкого форварда. Является принцем небольшой камерунской деревушки Биа Месси, что в пригороде Яунде. 

## Студенческие годы
После победного броска в матче против университета Гонсаки в финале четырёх Мба а Муте стал культовой личностью среди болельщиков UCLA. Вместе со своим товарищем камерунского происхождения Альфредом Абойа, динамичный дуэт был прозван «Камерунские Безумцы». Сам Люк стал известен как «Новый Принц» и «Принц из Беверли-Хиллз».
Мба а Муте стал первым игроком из UCLA, кто участвовал в трёх финалах NCAA подряд за последние тридцать четыре года. Билл Уолтон, Джеймал Уилкс и Грег Ли (1972-74) из UCLA, и Андре Хатсон и Чарли Белл из штата Мичиган (1999—2001) были последними, кто этого достигал.

## Карьера в НБА
Мба а Муте отказался учиться последний год в университете, чтобы в 2008 году выставить свою кандидатуру на драфте НБА, где и был выбран во втором круге под общим тридцать седьмым номером.
После отличного старта, в первую очередь, благодаря игре в защите, Мба а Муте вытесняет из основного состава Чарли Виллануеву и становится всеобщим любимцем. В своем втором матче в качестве игрока стартовой пятёрки, Мба А Муте набирает наивысшие в карьере 19 очков и 17 подборов в матче с Мемфисом.
12 июля 2013 года был обменян в «Сакраменто Кингз» взамен «Милуоки Бакс» получили право выбора во 2-м раунде драфта 2016 и 2018 годов.
26 ноября 2013 года, сыграв за «Сакраменто Кингз» 9 матчей, был обменян в «Миннесоту Тимбервулвз» на Деррика Уильямса. За «Миннесоту» сыграл 55 матчей в сезоне 2013/14, но в среднем проводил на площадке менее 15 минут.
23 августа 2014 года, в результате обмена с участием трёх команд, перешёл в «Филадельфию Севенти Сиксерс». В сезоне 2014/15 был игроком стартовой пятёрки «Филадельфии» (61 матч в старте), играя в среднем по 29,9 минуты и набирая 9,9 очка и делая 4,9 подбора.
14 июля 2015 года подписал контракт с «Сакраменто Кингз», но через два дня клуб расторг его из-за того, что Люк не смог пройти медицинские тесты. Люк остался не доволен этим решением клуба.
25 сентября 2015 года подписал контракт с «Лос-Анджелес Клипперс». 8 июля 2016 года подписал новый контракт с «Клипперс».
19 июля 2017 года подписал контракт с «Хьюстон Рокетс», который стал его 6-м клубом в НБА. 22 ноября 2017 года в матче против «Денвер Наггетс» показатель полезности Мба а Муте составил +57 — высший в НБА за 20 лет.
19 июля 2018 года Мба а Муте подписал контракт с «Лос-Анджелес Клипперс». Он принял участие всего в четырех матчах за «Клипперс» в сезоне 2018-19 после того, как травмировал левое колено в игре против «Нью-Орлеан Пеликанс» 23 октября 2018 года. Вначале он проходил различные нехирургические методы лечения, а затем, 28 марта 2019 года, ему была проведена частичная медиальная менискэктомия левого колена с хондропластикой медиального мыщелка бедра. Он был отчислен «Клипперс» 7 апреля.
7 июля 2020 года «Хьюстон Рокетс» объявили о подписании Мба а Муте.

## Оценки
В 2010 году Кевин Дюрант писал в твиттере, что Мба а Муте и Рон Артест — два лучших баскетболиста, игравших против него в защите.

## Награды
В 2008 году был выбран новичком года в Тихоокеанском дивизионе.

## Статистика

### Статистика в НБА
| Сезон                                                                                    | Команда     | Регулярный сезон | Регулярный сезон | Регулярный сезон | Регулярный сезон | Регулярный сезон | Регулярный сезон | Регулярный сезон | Регулярный сезон | Регулярный сезон | Регулярный сезон | Регулярный сезон | Серия плей-офф | Серия плей-офф | Серия плей-офф | Серия плей-офф | Серия плей-офф | Серия плей-офф | Серия плей-офф | Серия плей-офф | Серия плей-офф | Серия плей-офф | Серия плей-офф |
| Сезон                                                                                    | Команда     | GP               | GS               | MPG              | FG%              | 3P%              | FT%              | RPG              | APG              | SPG              | BPG              | PPG              | GP             | GS             | MPG            | FG%            | 3P%            | FT%            | RPG            | APG            | SPG            | BPG            | PPG            |
| ---------------------------------------------------------------------------------------- | ----------- | ---------------- | ---------------- | ---------------- | ---------------- | ---------------- | ---------------- | ---------------- | ---------------- | ---------------- | ---------------- | ---------------- | -------------- | -------------- | -------------- | -------------- | -------------- | -------------- | -------------- | -------------- | -------------- | -------------- | -------------- |
| 2008/09                                                                                  | Милуоки     | 82               | 52               | 25,8             | 46,2             | 0,0              | 72,9             | 5,9              | 1,1              | 1,1              | 0,5              | 7,2              | Не участвовал  | Не участвовал  | Не участвовал  | Не участвовал  | Не участвовал  | Не участвовал  | Не участвовал  | Не участвовал  | Не участвовал  | Не участвовал  | Не участвовал  |
| 2009/10                                                                                  | Милуоки     | 73               | 62               | 25,6             | 48,0             | 35,3             | 69,9             | 5,5              | 1,1              | 0,8              | 0,5              | 6,2              | 7              | 7              | 25,4           | 52,0           | 0,0            | 60,0           | 5,6            | 0,7            | 0,3            | 0,0            | 9,1            |
| 2010/11                                                                                  | Милуоки     | 79               | 52               | 26,5             | 46,3             | 0,0              | 70,7             | 5,3              | 0,9              | 0,9              | 0,4              | 6,7              | Не участвовал  | Не участвовал  | Не участвовал  | Не участвовал  | Не участвовал  | Не участвовал  | Не участвовал  | Не участвовал  | Не участвовал  | Не участвовал  | Не участвовал  |
| 2011/12                                                                                  | Милуоки     | 43               | 22               | 23,5             | 51,0             | 25,0             | 64,1             | 5,3              | 0,7              | 0,9              | 0,5              | 7,7              | Не участвовал  | Не участвовал  | Не участвовал  | Не участвовал  | Не участвовал  | Не участвовал  | Не участвовал  | Не участвовал  | Не участвовал  | Не участвовал  | Не участвовал  |
| 2012/13                                                                                  | Милуоки     | 58               | 45               | 22,9             | 40,1             | 35,1             | 57,1             | 4,4              | 0,9              | 0,7              | 0,2              | 6,7              | 4              | 4              | 34,0           | 43,5           | 0,0            | 72,2           | 3,5            | 1,8            | 1,0            | 0,0            | 8,3            |
| 2013/14                                                                                  | Сакраменто  | 9                | 5                | 21,8             | 46,9             | 33,3             | 69,2             | 3,0              | 1,7              | 1,0              | 0,6              | 4,4              | Не участвовал  | Не участвовал  | Не участвовал  | Не участвовал  | Не участвовал  | Не участвовал  | Не участвовал  | Не участвовал  | Не участвовал  | Не участвовал  | Не участвовал  |
| 2013/14                                                                                  | Миннесота   | 55               | 2                | 14,7             | 44,7             | 21,4             | 68,5             | 2,2              | 0,4              | 0,4              | 0,2              | 3,3              | Не участвовал  | Не участвовал  | Не участвовал  | Не участвовал  | Не участвовал  | Не участвовал  | Не участвовал  | Не участвовал  | Не участвовал  | Не участвовал  | Не участвовал  |
| 2014/15                                                                                  | Филадельфия | 67               | 61               | 28,6             | 39,5             | 30,7             | 58,9             | 4,9              | 1,6              | 1,2              | 0,3              | 9,9              | Не участвовал  | Не участвовал  | Не участвовал  | Не участвовал  | Не участвовал  | Не участвовал  | Не участвовал  | Не участвовал  | Не участвовал  | Не участвовал  | Не участвовал  |
| 2015/16                                                                                  | Клипперс    | 75               | 61               | 17,0             | 45,4             | 32,5             | 52,6             | 2,3              | 0,4              | 0,6              | 0,3              | 3,1              | 5              | 5              | 15,6           | 66,7           | -              | 100,0          | 2,0            | 0,2            | 0,6            | 0,0            | 1,8            |
| 2016/17                                                                                  | Клипперс    | 80               | 76               | 22,3             | 50,5             | 39,1             | 67,8             | 2,1              | 0,5              | 1,0              | 0,4              | 6,1              | 7              | 7              | 32,0           | 39,5           | 31,3           | 70,0           | 5,0            | 1,0            | 1,1            | 0,6            | 7,6            |
| 2017/18                                                                                  | Хьюстон     | 61               | 15               | 25,6             | 48,1             | 36,4             | 68,4             | 3,0              | 0,9              | 1,2              | 0,4              | 7,5              | 9              | 0              | 16,6           | 25,0           | 20,0           | 57,1           | 2,4            | 0,3            | 0,7            | 0,4            | 2,8            |
| 2018/19                                                                                  | Клипперс    | 4                | 0                | 15,3             | 44,4             | 33,3             | 40,0             | 1,8              | 0,5              | 0,3              | 0,3              | 5,0              | Не участвовал  | Не участвовал  | Не участвовал  | Не участвовал  | Не участвовал  | Не участвовал  | Не участвовал  | Не участвовал  | Не участвовал  | Не участвовал  | Не участвовал  |
| 2019/20                                                                                  | Хьюстон     | 3                | 0                | 8,3              | 40,0             | 0,0              | 50,0             | 0,7              | 0,0              | 0,7              | 0,0              | 1,7              | Не участвовал  | Не участвовал  | Не участвовал  | Не участвовал  | Не участвовал  | Не участвовал  | Не участвовал  | Не участвовал  | Не участвовал  | Не участвовал  | Не участвовал  |
|                                                                                          | Всего       | 689              | 453              | 23,3             | 45,4             | 33,4             | 65,9             | 4,1              | 0,9              | 0,9              | 0,4              | 6,4              | 32             | 23             | 23,9           | 41,8           | 21,6           | 66,7           | 3,8            | 0,7            | 0,7            | 0,3            | 5,8            |
| Наведите курсор мыши на аббревиатуры в заголовке таблицы, чтобы прочесть их расшифровку. |             |                  |                  |                  |                  |                  |                  |                  |                  |                  |                  |                  |                |                |                |                |                |                |                |                |                |                |                |

### Статистика в NCAA
| Сезон | Команда | Conf   | Class | GP  | GS  | MPG  | FG%  | 3P%  | FT%  | RPG | APG | SPG | BPG | PPG |
| --- | ------- | ------ | ----- | --- | --- | ---- | ---- | ---- | ---- | --- | --- | --- | --- | --- |
| 2005/06 | УКЛА    | Pac-10 | FR    | 39  | 38  | 29,5 | 53,8 | 13,2 | 72,3 | 8,2 | 1,3 | 1,1 | 0,6 | 9,1 |
| 2006/07 | УКЛА    | Pac-10 | SO    | 35  | 35  | 29,9 | 49,2 | 33,3 | 57,0 | 7,4 | 1,9 | 1,7 | 0,8 | 8,2 |
| 2007/08 | УКЛА    | Pac-10 | JR    | 33  | 33  | 29,0 | 47,8 | 20,0 | 68,9 | 6,0 | 1,5 | 1,0 | 0,5 | 8,8 |
| Всего | Всего   | Всего  | Всего | 107 | 106 | 29,5 | 50,3 | 21,5 | 66,8 | 7,2 | 1,6 | 1,3 | 0,6 | 8,7 |
| Наведите курсор мыши на аббревиатуры в заголовке таблицы, чтобы прочесть их расшифровку Статистика приведена с сайта sports-reference.com |         |        |       |     |     |      |      |      |      |     |     |     |     |     |